# Massacre do Rio Sumpul
O massacre do rio Sumpul (em castelhano:  Masacre del Sumpul) ocorreu em Chalatenango, El Salvador, em 13 de maio de 1980, durante a Guerra Civil Salvadorenha. As Forças Armadas de El Salvador e os paramilitares pró-governo lançaram uma ofensiva para interromper as atividades da Frente Farabundo Martí de Libertação Nacional (FMLN). A ofensiva criou muitos refugiados que foram atacados no dia seguinte pelas forças salvadorenhas. Os militares hondurenhos os impediram de fugir para Honduras e entre 300 e 600 refugiados foram mortos. Tanto El Salvador quanto Honduras negaram responsabilidade pelo incidente. Em 1993, a Comissão da Verdade das Nações Unidas descreveu o incidente como uma violação grave do direito internacional.

## Prelúdio
Após a Guerra do Futebol em 1969 entre El Salvador e Honduras, a Organização dos Estados Americanos (OEA) negociou um cessar-fogo que estabeleceu uma zona desmilitarizada monitorada pela OEA com três quilômetros de largura em cada lado da fronteira. Quando a Guerra Civil de El Salvador começou, muitos vilarejos, incluindo o povoado de Las Aradas, foram abandonados e acampamentos foram formados dentro da zona desmilitarizada no lado hondurenho da fronteira para evitar o assédio dos militares, bem como da Guarda Nacional e do grupo paramilitar Organização Democrática Nacionalista (ORDEN), que não cruzavam a fronteira.
O governo hondurenho começou a se preocupar com os refugiados salvadorenhos que residiam em Honduras, uma das causas da Guerra do Futebol. O governo salvadorenho acreditava que esses acampamentos estavam sendo usados pelos guerrilheiros da FMLN, em parte devido à adesão de muitos camponeses dentro da zona desmilitarizada à Federación de Trabajadores del Campo, uma organização política que promovia a reforma agrária e era considerada pelo governo salvadorenho como apoiadora dos guerrilheiros. No início de 1980, os guerrilheiros da FMLN estabeleceram várias pequenas aldeias fronteiriças em El Salvador e forneceram treinamento militar rudimentar aos camponeses. No início de maio, começaram a cultivar terras em alqueive  nas proximidades.
Nas últimas duas semanas de março de 1980, o governo hondurenho pressionou os refugiados a retornarem a El Salvador; um grupo regressou para Las Aradas. Após seu retorno, em duas ocasiões as tropas da Guarda Nacional e da ORDEN avançaram em Las Aradas, e por duas vezes os refugiados fugiram para o outro lado do rio. Em 5 de maio, líderes militares hondurenhos e salvadorenhos se reuniram na fronteira para discutir como impedir a entrada de guerrilheiros salvadorenhos em Honduras. Poucos dias depois, o governo hondurenho pressionou os refugiados a retornarem a Las Aradas, e alguns o fizeram.
Em 13 de maio, as forças salvadorenhas compostas pelo Destacamento Militar nº 1, a Guarda Nacional e a ORDEN iniciaram uma operação anti-guerrilha. De vários pontos, incluindo a cidade próxima de Las Vueltas, convergiram para Las Aradas, enfrentando os guerrilheiros várias vezes. Também em 13 de maio, 150 soldados hondurenhos pertencentes ao 12º Batalhão, com base em Santa Rosa de Copán, chegaram a Santa Lucía, em Honduras, e San José, em Honduras, perto do rio Sumpul e impediram os refugiados de cruzar a fronteira.

## Massacre
Em 14 de maio de 1980, soldados salvadorenhos ordenaram que os refugiados regressassem através do rio Sumpul. Ameaçaram lançar crianças no rio, mas os refugiados não voltaram. Às 10h00, os soldados dispararam "punhados" de balas, que penetraram nas paredes e mataram muitas pessoas e gado. Eles reuniram e mataram muitos refugiados, atirando neles com metralhadoras, espancando-os com coronhas de rifles ou esfaqueando-os com machetes e facas militares. Os membros da ORDEN lançavam bebês e crianças pequenas para o alto e os cortavam ou decapitavam com facões.
Os refugiados tentaram cruzar o rio Sumpul para Honduras, mas os soldados hondurenhos os impediram, possivelmente atirando.  Os soldados salvadorenhos atiraram em muitos refugiados que tentavam atravessar o rio, enquanto muitos outros, especialmente crianças, se afogaram na travessia. Helicópteros metralharam os refugiados escondidos ao longo de cercas de pedra.
O massacre durou de seis a nove horas, deixando pelo menos 300 mortos. Muitas fontes estimam o número de mortos em 600. 